# Gostomia (gromada w powiecie wałeckim)
Gostomia – dawna gromada, czyli najmniejsza jednostka podziału terytorialnego Polskiej Rzeczypospolitej Ludowej w latach 1954–1972.
Gromady, z gromadzkimi radami narodowymi (GRN) jako organami władzy najniższego stopnia na wsi, funkcjonowały od reformy reorganizującej administrację wiejską przeprowadzonej jesienią 1954 do momentu ich zniesienia z dniem 1 stycznia 1973, tym samym wypierając organizację gminną w latach 1954–1972.
Gromadę Gostomia z siedzibą GRN w Gostomii utworzono – jako jedną z 8759 gromad na obszarze Polski – w powiecie wałeckim w woj. koszalińskim na mocy uchwały nr 43/54 WRN w Koszalinie z dnia 5 października 1954. W skład jednostki weszły obszary dotychczasowych gromad: Gostomia ze zniesionej gminy Róża Wielka i Dzikowo ze zniesionej gminy Mielęcin w tymże powiecie. Dla gromady ustalono 9 członków gromadzkiej rady narodowej.
31 grudnia 1959 z gromady Gostomia wyłączono wieś Dzikowo, włączając ją do gromady Mielęcin w tymże powiecie, po czym gromadę Gostomia zniesiono, a jej (pozostały) obszar włączono do gromady Różewo tamże.